# Jazzgesang
Jazzgesang bezeichnet die Interpretation von Jazz mit Mitteln des Gesangs und insofern auch spezifische, in der Geschichte des Jazz sich ändernde Ausdrucksformen.

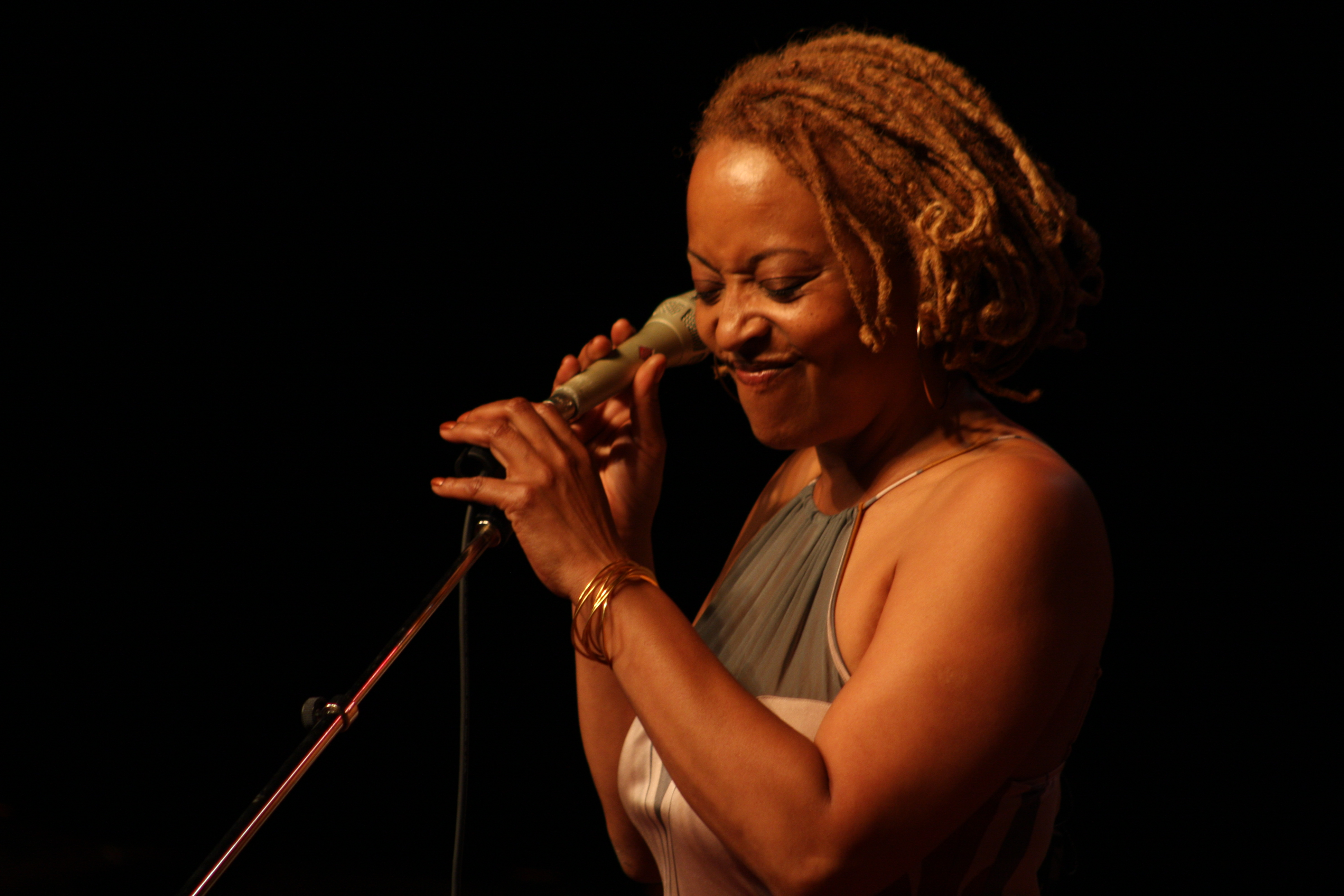
Cassandra Wilson (2008)

## Wesen und Definition des Jazzgesangs
Carlo Bohländer sieht im Jazzgesang „die natürlichste musikalische Äußerung im Jazz und den wichtigsten Zweig afroamerikanischer Vokalmusik“. Er wurzelt im Spiritual, im Blues, und was den Swing angeht, im Ragtime-Rhythmus. „Das Stimmideal des Jazzgesangs ist anders als das der europäischen Musik; die beiden sind so verschieden voneinander wie Ausdruck und Schönheit seit je in der Geschichte der Kunst“, schrieb der Musikkritiker Joachim-Ernst Berendt 1953 in der ersten Ausgabe seines Jazzbuchs. Er merkt an, dass die Sänger (im Sprachgebrauch des US-amerikanischen Jazz) meist „Vokalisten“ genannt werden, um sie nicht an den Maßstäben der europäischen Tradition zu messen, und führt aus, dass die englische Sprache in besonderer Weise dem Jazz verbunden sei, in derselben Weise, wie etwa die Arie und das Italienische zusammengehören. Die Silben der englischen Sprache seien ausgezeichnete Mittel einer swing-gemäßen Artikulation und Synkopierung.
Berendt betrachtet es als „Dilemma des Jazzgesangs“ festzulegen, wann ein originärer Jazzgesang anfängt. Jazz entstand aus gesungener Volksmusik. Vieles ist in der Jazztonbildung dadurch zu erklären, dass die Bläser auf ihren Instrumenten den Klang der menschlichen Stimme nachahmten. Besonders deutlich wird das bei den Growl-Effekten eines Bubber Miley oder beim Bassklarinettenspiel eines Eric Dolphy. Andererseits ist der Jazz in seinen Beginnen im New Orleans Jazz ausschließlich eine instrumentale Musik und ist das auch weitgehend geblieben, so dass seine Standards und Kriterien vom Instrumentalen her gefunden werden – auch die Standards des Jazzgesangs.
Der Jazzvokalist behandelt seine Stimme wie ein Instrument – wie eine Trompete, Posaune oder wie ein Saxophon; deshalb sind diejenigen Kriterien, die für die europäische (Volks)musik wichtig sind, für den Jazzgesang unerheblich, etwa die Reinheit der Stimme oder der Stimmumfang, merkte Berendt 1976 an. Einige der wichtigsten Jazzsänger hatten eher „hässliche“ Stimmen, wie Billie Holiday (1915–1959) oder Louis Armstrong (1901–1971), der aber auch Instrumentalist war. Seit der Ersteinspielung von Creole Love Call 1927 mit Adelaide Hall, die mit ihrer Stimme obligato zur Hauptmelodie improvisierte, ist es im Jazz auch möglich, textfrei zu singen.

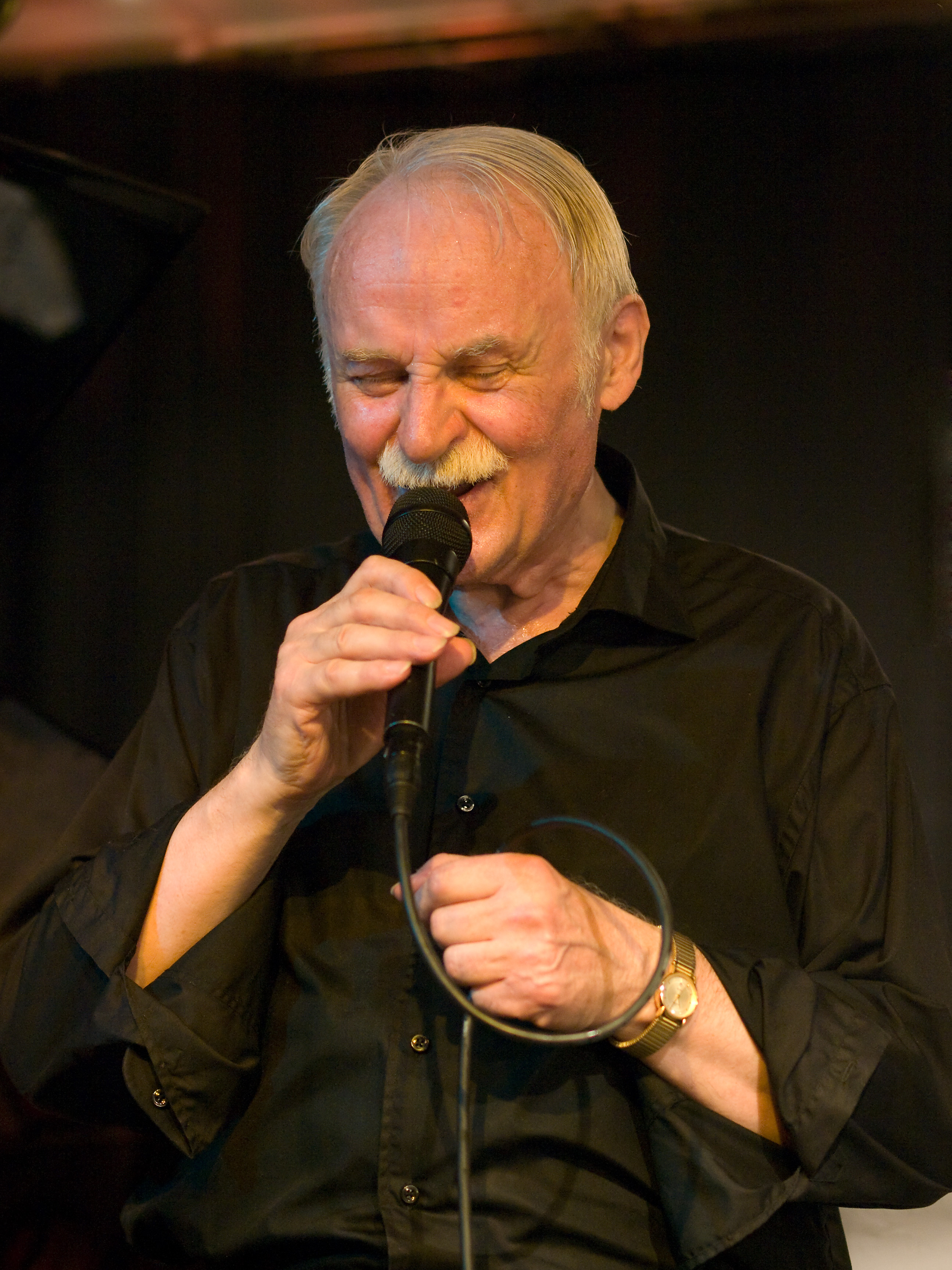
Willi Johanns (2009)

In allen Jazzpolls der 1950er Jahre war Frank Sinatra (1915–1998) führend, der seine Karriere zwar in einer der klassischen Swingbands begann, in Tommy Dorseys Orchester. Nach Meinung der meisten Kritiker ist Sinatra zwar kein Jazzsänger, setzte jedoch durch seine Sensibilität und Musikalität Standards für nahezu alle, die nach ihm kamen. „Crooner“ wie Johnny Hartman oder Tony Bennett arbeiteten auch mit führenden Jazzmusikern wie Bill Evans oder Coltrane zusammen und lieferten dabei maßgebliche Ergebnisse, ähnlich wie dies später die Folksängerin Joni Mitchell bei ihren Kooperationen mit Jaco Pastorius, Wayne Shorter und anderen Jazzmusikern tat.
Ein Stilmerkmal wie Scat taugt nur begrenzt zur Definition von Jazzgesang; so hat eine der bedeutendsten Jazzsängerinnen, Sarah Vaughan (1924–1990) dieses Stilmittel kaum eingesetzt, jedoch durch ihre rhythmische Flexibilität Maßstäbe gesetzt.
Das Kennzeichen zur Unterscheidung des Jazzgesangs vom Gesang der populären Musik ist nach Berendt die Improvisation: „Natürlich muss der Song gesungen werden, dass er als solcher erkennbar bleibt. Auch sind Sängerinnen und Sänger von den Texten ihrer Songs abhängig. Aber in einem gewissen Sinn gibt es auch hier Improvisation: Sie liegt in Umschreibungen, Vertauschungen, Verstellungen, in Alterierungen der Harmonisation, in einer besonderen Phrasierung“, schrieb Berendt 1973.

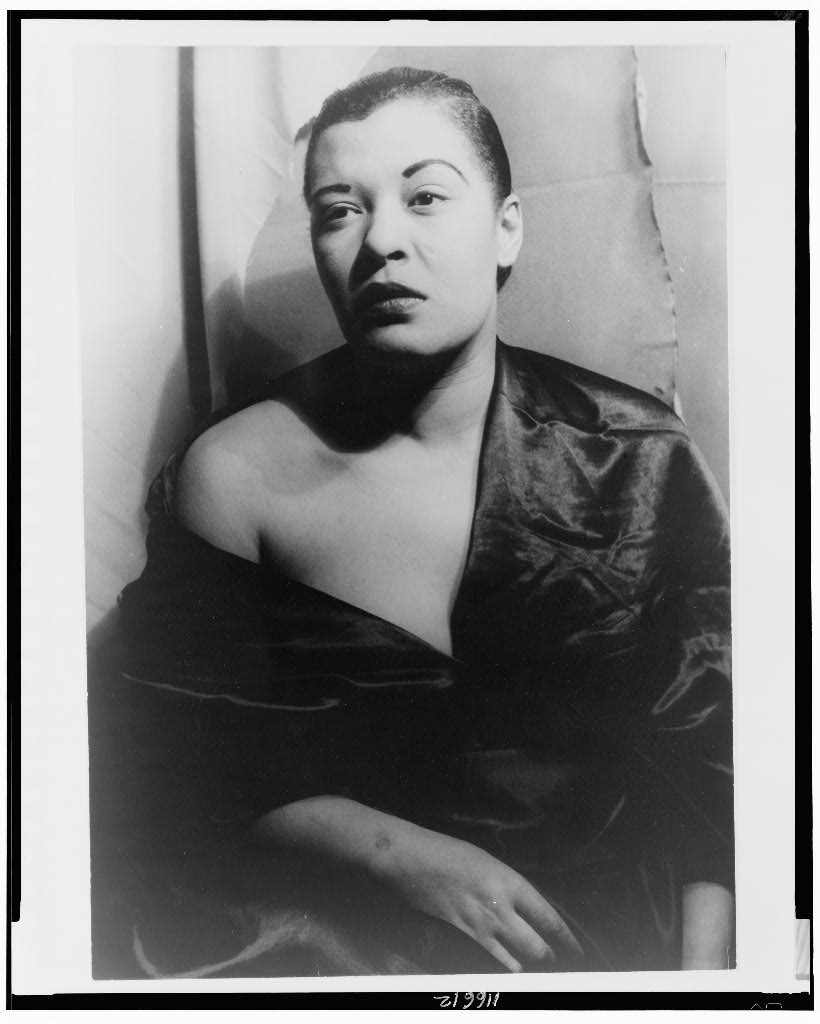
Billie Holiday (1949)

Den Stellenwert der Improvisation erläuterte Berendt am Beispiel des Stils von Billie Holiday: Er „liegt in Umschreibungen, Vertauschungen, Verstellungen, in einer besonderen Phrasierung, in einem ganzen Arsenal von Möglichkeiten, über das sie als bedeutendste Meisterin dieses Zweiges gebietet“. Am Beispiel des von ihr 1935 mit Teddy Wilson aufgenommenen Songs What a Little Moonlight Can Do erläutert Berendt, dass es im Jazz weniger auf das „was“, sondern auf das „wie“ ankomme. Berendt sieht Billie Holiday „im Zentrum des Jazzgesangs; ihre wichtigsten Aufnahmen mit Lester Young und den großen Musikern des Swingzeit sind die besten Beispiele dafür, dass das Dilemma des Jazzgesangs nur den minderen Sänger trifft und dass gerade aus der – oft paradoxen – Überwindung dieses Dilemmas Kunst entstehen kann“.

## Der Blues

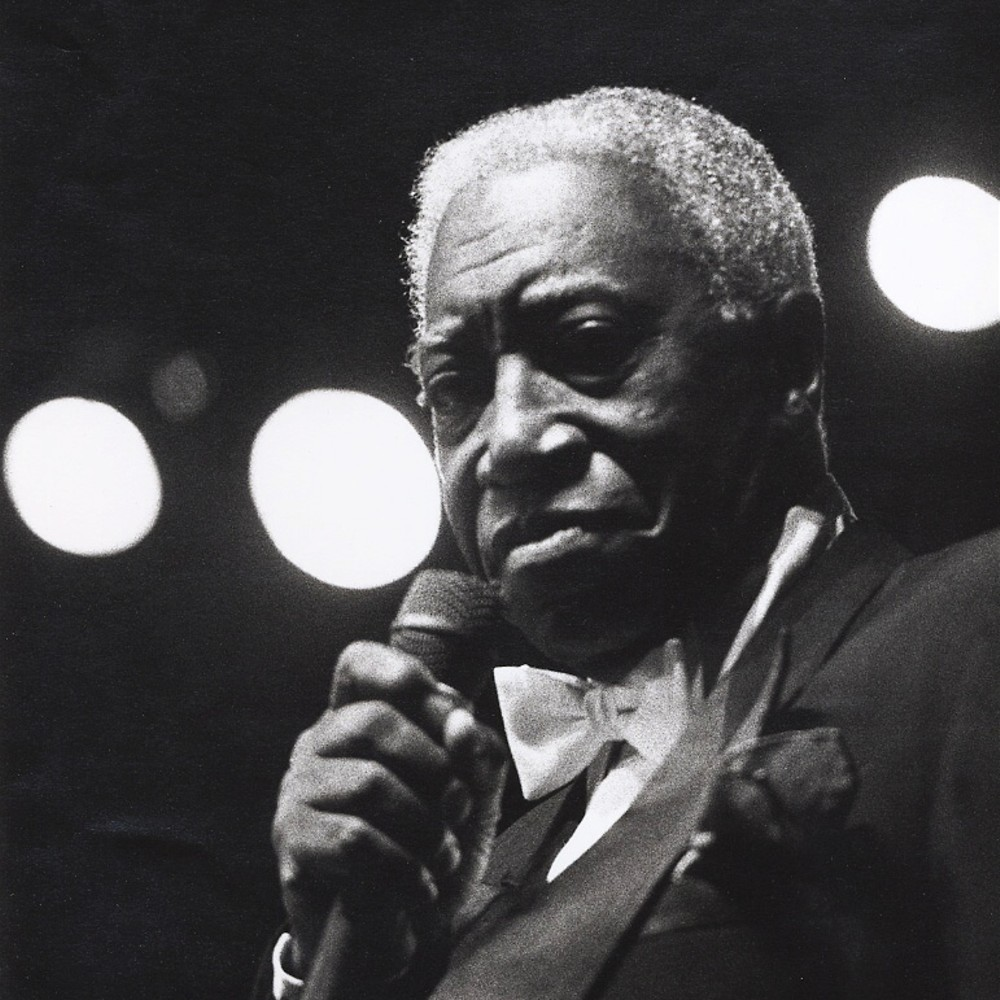
Joe Williams (2010)

Außerhalb des Dilemmas des Jazzgesangs steht für Berendt der Blues als Wurzel; von Anfang an waren die Übergänge zwischen dem Folk Blues, als einem Bereich, der noch außerhalb des Jazz steht, und dem Jazz fließend. Es gab eine Reihe von Sängern, die durchaus authentische Blues-Vokalisten waren, aber viel eher zur Jazz- als zur Blues-Sphäre zählten, wie Jimmy Rushing (1903–1972), Sänger der Basie-Band in den 1930er Jahren. Sein Themensong entsprach seinem Ansatz: „Swingin´ the Blues“. Diese Linie setzte Jimmy Witherspoon (1923–1997) oder Joe Williams (1918–1999) fort. In der Verbindung von Blues und Boogie Woogie stehen Big Joe Turner (1911–1985), in seiner Nachfolge Champion Jack Dupree oder Otis Spann. Als der Blues im Zuge großer Wanderungsbewegungen der schwarzen Bevölkerung in die großen Städte des Nordens der USA kam, begann die große Zeit der Bluessängerinnen, wie Ma Rainey (1886–1939) und Bessie Smith (1894–1937), die vor dem Ersten Weltkrieg vor allem mit Minstrelshows unterwegs waren, fanden nun in den Städten ein (ebenfalls zugewandertes) Publikum, das im Bluesgesang die heimatliche Atmosphäre des Südens wiedererkannten; Sängerinnen wie Bertha „Chippie“ Hill, Victoria Spivey und Sippie Wallace trugen diese Ära bis in die 1950er und 1960er Jahre.
Bessie Smith galt als die bekannteste und beliebteste unter den klassischen Bluessängerinnen, the Empress of the Blues; sie „war die größte von allen“, hat Alberta Hunter einmal gesagt, „sie war schon ganz schön wild und laut – aber da war auch so ein Weinen, nein, kein Weinen, sondern Trauer in dem, was sie gemacht hat. Es war, als ob da was wäre, was einfach aus ihr raus musste“.
Ende der 1920er Jahre änderte sich der Jazzgesang vom Blues zum Song; diese Entwicklung hatte ihre Wurzeln in der Tradition der Tin Pan Alley und des Vaudeville.

## Tin Pan Alley, Tonfilm und die großen Swingbands
Populäre Songs stammten in der ersten Hälfte des 19. Jahrhunderts häufig aus der Kirche; mit dem amerikanischen Bürgerkrieg inspirierten diese Negro Spirituals selbst die Marschgesänge. Mit der Industrialisierung kam die Erfindung des Grammophons und anderer Hilfsmittel reproduzierbarer Musik. Ende des 19. Jahrhunderts beherrschte der Ragtime Amerikas Musikleben, Scott Joplin verkaufte 1895 seine ersten Songs. Die Militärbands wandelten sich in Orchester. Das Musik-Entertainment wurde zu einer wichtigen Industrie.
In den beiden ersten Jahrzehnten des 20. Jahrhunderts fand dies eine rasante Entwicklung: Es entstand die erste Musikkomödie (Musical) mit „Floradora“ im November 1900. Der Blues bekam durch W. C. Handys Song Boss Crump Bedeutung. 1911 schrieb Irving Berlin Alexander’s Ragtime Band; er war zwar kein echter Rag, öffnete aber die Tür für die öffentliche Akzeptanz von Rhythmen, die anders waren als Walzer, Foxtrott oder Polka. Noch einflussreicher waren die Shows von Florenz Ziegfeld wie Showboat 1927 und der erste Tonfilm The Jazz Singer im gleichen Jahr. Mit dem Erfolg des Swing zu Beginn der 1930er Jahre entstanden bisher ungeahnte Möglichkeiten für afroamerikanische Künstler.

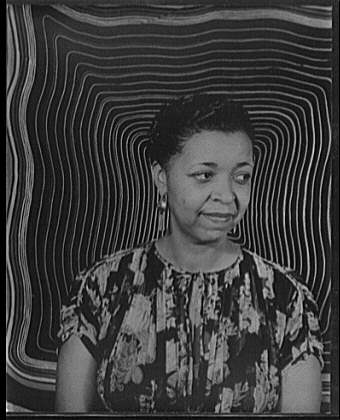
Ethel Waters (1938)

Ethel Waters (1896–1977) war eine der erfolgreichsten schwarzen Sängerinnen dieser Zeit.
1933 bekam sie als erste Schwarze ihr eigenes Radioprogramm und erschien im Cotton Club mit Stormy Weather; 1938 trat sie in der New Yorker Carnegie Hall auf, im nächsten Jahr war sie die erste schwarze Künstlerin, die in einer Fernseh-Show sang. Ihr Gesang war Inspiration und Modell für zahllose – sowohl weiße wie schwarze – Talente wie Billie Holiday, Ella Fitzgerald, Bing Crosby, Mildrey Bailey, Connee Boswell oder Maxine Sullivan. Waters gilt heute als Übergangsfigur vom Blues- zum Jazzgesang; ihr frühes Blues-Repertoire wie Down Home Blues (1921), Dinah (1925), Memories of You (1930) oder Stormy Weather (1933) war mit Jazz-Elementen durchsetzt. Aber auch wenn sie ihre Texte growlte, konnte man jedes Wort verstehen. Jimmy McPartland sah sie in der Musikkomödie Miss Calico 1927 und sagte später zu Nat Shapiro und Nat Hentoff: „Wir waren fasziniert von ihr. Wir mochten auch Bessie Smith sehr, aber Waters hatte mehr Glanz; sie phrasierte so wunderbar, die natürliche Qualität ihrer Stimme war so schön“.
1933 nahm der weiße Bandleader Benny Goodman mit Billie Holiday auf. 1944 organisierte Norman Granz sein erstes Konzert in der Philharmonie in Los Angeles, bei dem u. a. der Sänger Nat King Cole auftrat; daraus erwuchs das überaus erfolgreiche Tourneeprogramm JATP, in dem keine Rassengrenzen mehr bestanden. Nach Kriegsende war Ella Fitzgeralds einer der Top Acts bei JATP; später wurde Granz ihr Produzent. Ella Fitzgerald entwickelt den Scatgesang, den Louis Armstrong eingeführt hatte, in bisher ungeahnte Dimensionen; d. h., dass die Stimme wirklich gleichberechtigt neben dem Instrument eingesetzt wurde.
Neben Ethel Waters popularisierten weitere Künstlerinnen den Jazzgesang: Lena Horne (1917–2010), Maxine Sullivan (1911–1987), die in Claude Thornhills Orchester sang, Mildred Bailey (1904–1951), die zuerst in bei Paul Whiteman sang, sich dann der Band ihres Mannes Red Norvo anschloss, Helen Humes (1913–1981), die mit Lester Young und Buck Clayton arbeitete, dann sich hin zum Rhythm and Blues orientierte, sowie Ivie Anderson (1905–1949), die im Duke Ellington Orchestra sang.
Das Repertoire, das diese Sängerinnen boten, waren die populären Songs des Great American Songbooks, Melodien, die die großen Tin-Pan-Alley-Komponisten wie Cole Porter, Jerome Kern, Irving Berlin und George Gershwin geschrieben haben, durchaus aus dem Bereich der populären Musik der Musikrevuen, des Tonfilms und des Broadway-Musicals, aber gesungen in der typischen Diktion und Phrasierungsweise des Jazz.

## Die Vokalgruppen der Vorkriegszeit

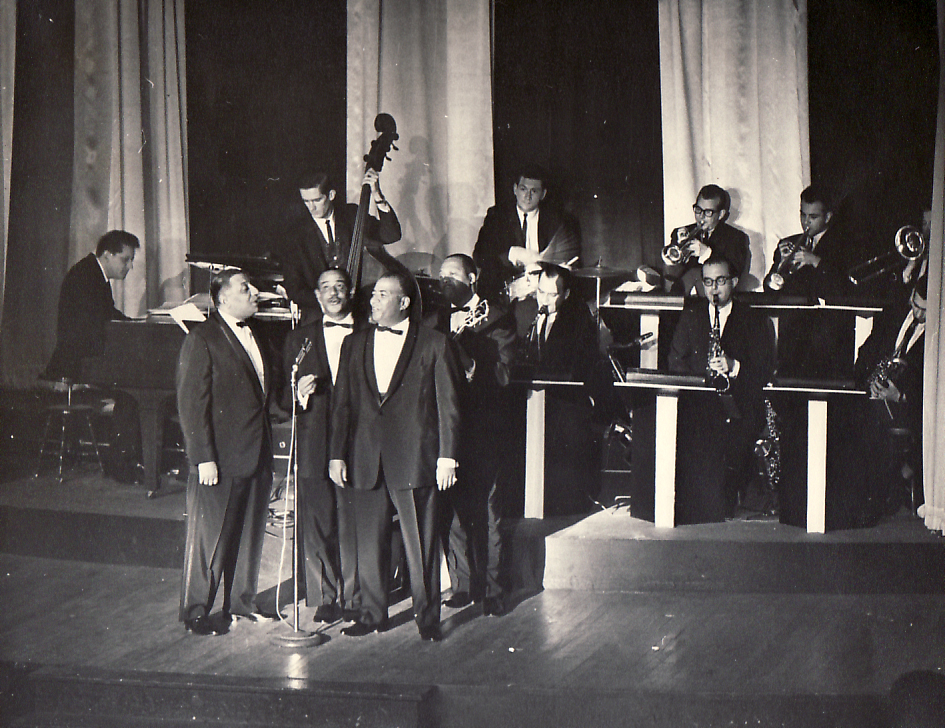
The Mills Brothers

Eine „Fußnote“ zum übrigen Gesangsgenre, so schrieb Will Friedwald in seinem Buch Swinging Voices, blieben die Vokalgruppen der 30er und 40er Jahre. Die Traditionslinien des mehrstimmigen Gesangs griffen dabei weniger auf den Jazz, als auf die harmonischen Systeme der europäischen Musik zurück; „sie stellten niemals eine ernsthafte Alternative zum Sologesang oder zur Instrumentalgruppe dar.“ Ausnahmen bildeten die wenigen jazzbeeinflussten Vokalgruppen, so einige Aufnahmen der Rhythm Boys mit Bing Crosby und seinen Partnern Harry Barris und Al Rinker, wie ihr Titel „Changes“ (Victor 1927) oder „Rhythm King“ (Columbia 1928), dann das von Ed Kirkeby zusammengestellte Vokalensemble um den Sänger Smith Ballew, die als Eddie Lloyd and His Singing Boys mit den California Ramblers als Begleitgruppe mehrere Titel des Crosby-Trios übernahmen. Für die Aufnahme des Stückes „Six or Seven Times“ (Okeh, 1928) bildeten Don Redman und Benny Carter ein kurzfristiges Vokalduo.
In die Fußstapfen der Tradition, die insbesondere von Crosbys Rhythm Boys geschaffen wurde, traten vor allem die Boswell Sisters um die Sängerin Connee Boswell mit ihren Schwestern Martha und Vet (eigentlich Helvetia), die ihre Karriere 1925 in New Orleans begannen. Eine weitere Gruppe, die Mills Brothers hatte den Ansatz, mit ihren verschiedenen Stimmen ein ganzes Orchester zu imitieren. Ähnlich arbeiteten Gruppen wie die Spirits of Rhythm mit Leo Watson und dem Gitarristen Teddy Bunn („My Old Man“, 1933 auf Brunswick) und die Formation Cats and the Fiddle um Tiny Grimes.

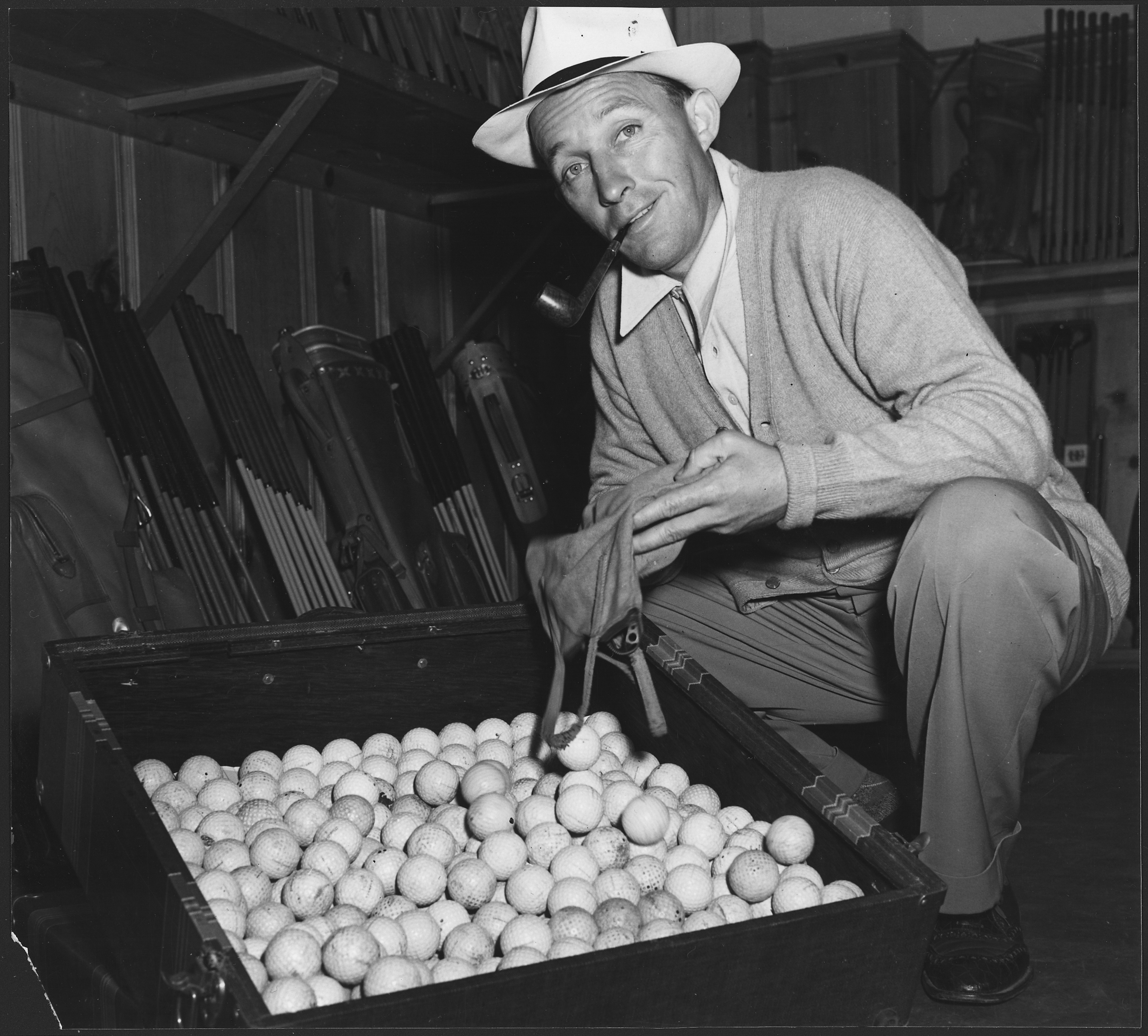
Bing Crosby (1942)

Während bei den Boswells Sisters und den Mills Brothers die Arrangements im Vordergrund standen, wurde bei letzteren Gruppen ein stärkeres Gewicht auf Improvisation sowie auf Gospel- und Blues-Bezüge gelegt, zu hören bei „Shoutin´ in the Amen Corner“ der Spirits (1933) oder in „I'd Rather Drink Muddy Water“ der Cats. Letztere verwirklichten außerdem die Idee von vier Stimmen als Saxophonsatz (Gangbusters). Zu den Höhepunkten ihres Werkes zählt Friedwald „Killing Jive“, „Public Jitterbug No. 1“ und „When I Grew Too Old to Dream“, die alle 1939 für Bluebird eingespielt wurden.
Diese Gruppen arbeiteten weitgehend unabhängig vom damaligen Swing-Business, auch wenn es zu vereinzelten gemeinsamen Projekten kam, wie der Boswell Sisters mit dem Victor Young Orchester oder den Mills Brothers mit Don Redmans Orchester. Ein weiteres Experiment machte Jimmie Lunceford, als er Vokalgruppen aus den Reihen seiner Bandmitglieder rekrutierte und in Titeln wie „Chillun´ Get Up“ (1934), „Unsophisticated Sue“ (1934) oder „Cheatin´on Me“ (1939) einsetzte. Die Mel-Tones um Mel Tormé waren bei ihren wichtigsten Aufnahmen Gaststars des Artie Shaw Orchesters (1946, Musicraft). 1947 experimentierte der Saxophonist und Bandleader Charlie Ventura mit dem mehrstimmigen Bandgesang, indem er seine Bop for the People-Band gründete und die Stimmen von Jackie Cain und Roy Kral in den Kontext einer kleinen Jazzgruppe einbettete („Euphoria“, 1947 und „Lullaby in Rhythm“, 1949). Dabei rückte er die Vokalisten nicht ins Zentrum, sondern seine Solisten wie Bennie Green oder Conte Candoli.

## Die Nachkriegszeit

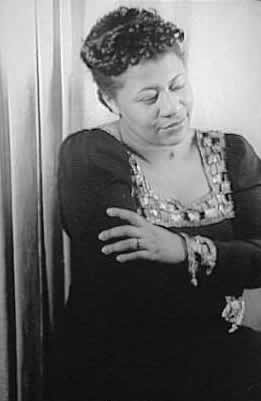
Ella Fitzgerald (1940)

In den vierziger und fünfziger Jahren repräsentierten den Jazzgesang einerseits Song-Interpreten, die sich den Stilen ihrer Begleitensembles anpassten: In der Tradition Billie Holidays sangen nach Kriegsende die junge Sarah Vaughan, die bei Earl Hines, Billy Eckstine gesungen und aus dem Umfeld von Bebop-Erneuerern wie Charlie Parker und Dizzy Gillespie stammte, Mary Ann McCall (1919–1994), die aus der Woody-Herman-Band stammte, und June Christy (1926–1990), die in Stan Kentons Band sang, wie auch Anita O’Day (1919–2006). Es traten auch andere weiße Sängerinnen in diese Traditionslinie, wie Peggy Lee, Carol Sloane, Chris Connor, Helen Merrill; weitere wichtige Vokalistinnen dieser Zeit waren Shirley Horn, Carmen McRae, Dakota Staton und Dinah Washington. Andererseits waren die Scatsänger von Bedeutung: Eine Sonderrolle nahm schon damals Ella Fitzgerald (1917–1996) ein; die schon in der Swingzeit Chick Webbs Orchester (nominell) übernommen hatte und nach dem Krieg überwiegend als Solistin auftrat. Sie „erweiterte ihren Swing Scat mit fabelhafter Intonationssicherheit und Vitalität, bis er dem Bop entsprach (Bob Scat).“

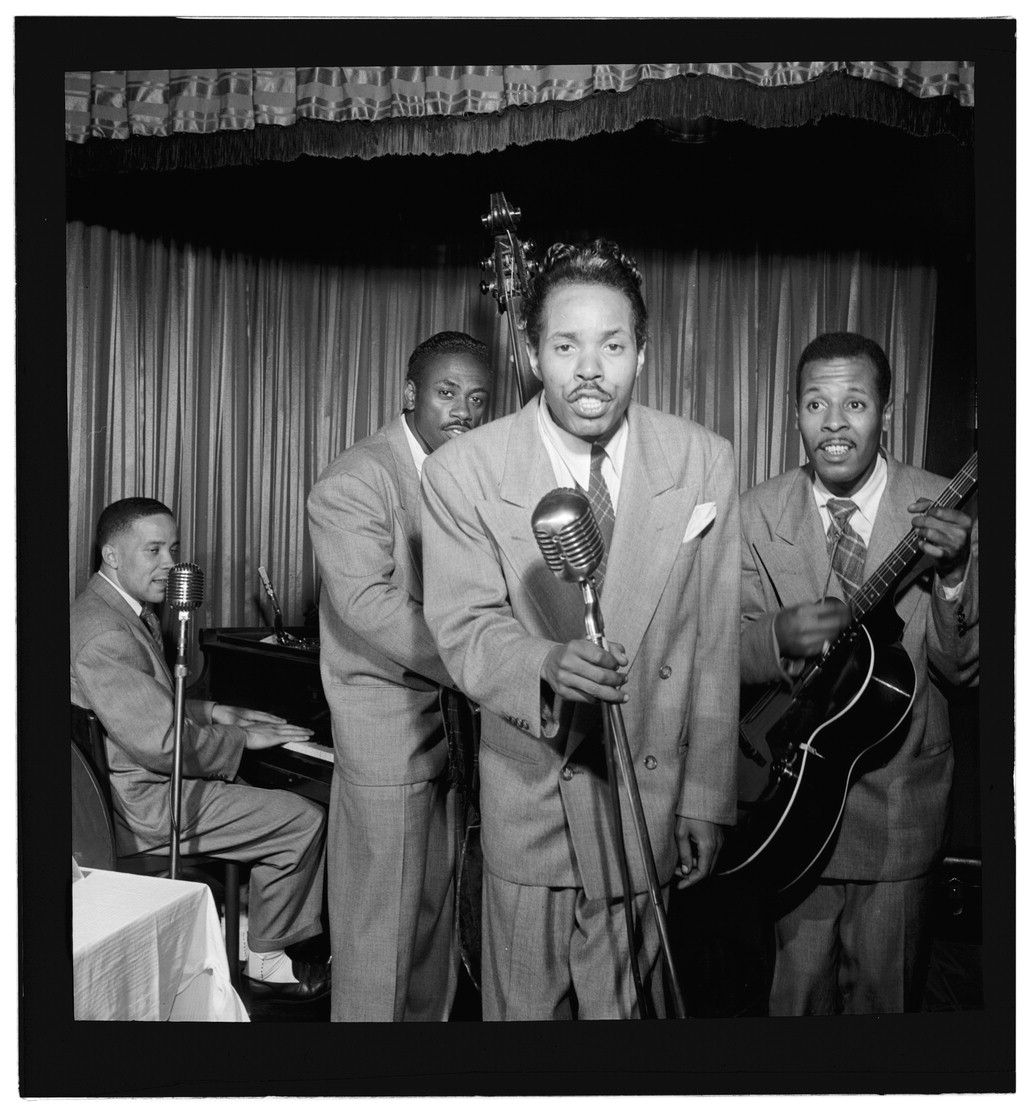
Babs Gonzales

Unter den männlichen Sängern dieser Ära haben sich fast nur solche im Jazzbereich aufgehalten, die in erster Linie Instrumentalisten sind, wie Jack Teagarden (1905–1964) und Louis Armstrong. Die meisten anderen, die irgendwo einmal im Jazz oder in seiner Nähe begannen, sind in den kommerziellen Bereich übergewechselt, wie Bing Crosby, Frankie Laine, Perry Como, Matt Dennis oder Mel Tormé, der immer zwischen beiden Elementen schwankte oder sie verband; er gilt als Meister der Songs des American Songbooks mit Titeln wie I’ll Be Seeing You. Nat King Cole war so lange ein vorzüglicher Jazzvokalist, wie er auch Pianist war; dennoch blieb auch bei seinen späteren kommerziellen Aufnahmen für Capitol Records stets eine Jazzexpression spürbar; er beeinflusste spätere Grenzgänger zwischen Soul und Jazz wie Ray Charles und Stevie Wonder.
Mit dem aufkommenden Bebop von Parker/Gillespie steht der Bluesgesang von Billy Eckstine (1914–1993) in Verbindung; ähnlich sangen Babs Gonzales, Eddie Jefferson, King Pleasure, Joe Carroll, Bob Dorough oder Gillespie selbst. Weitere Vokalisten dieser Richtung waren Earl Coleman und Jackie Paris (1926–2004), der Anfang der 1950er Jahre mit Charles Mingus experimentierte und die Vokalkonzeption des Bebop in den Cool Jazz überführte. Vom Bebop kam auch Sheila Jordan (1928–2025), deren erste Arbeiten Texte zu Parker-Titeln waren. Ähnlich arbeiteten später Lambert, Hendricks and Ross mit ihrer Vocalese-Technik Ende der 1950er Jahre, als sie Soli der Basie-Band sangen (Sing a Song of Basie). Das Ensemble Kirby Stone Four mischte Vocalese-Elemente mit Swing und Rock & Roll. Maßgeblicher Vertreter des Cool war der überaus erfolgreiche Trompeter und „sanfte Sänger“ Chet Baker mit Songs wie I Remember You, My Funny Valentine oder Stella by Starlight die Polls beherrschte. Später setzten Aretha Franklin und Betty Carter sowie Al Jarreau mit unterschiedlichen Mitteln diese Traditionen in den 1970er und 1980er Jahren fort.

## Veränderte Klangideale

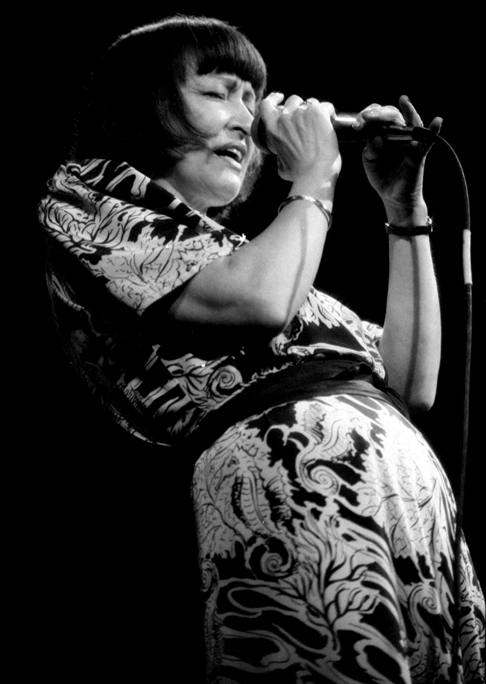
Sheila Jordan (1985)

Im Free Jazz gab es „keine Gesangsstars mehr“; sowohl die Orientierung am Bluesgesang als auch am Vortrag von Songs wurde obsolet. Lieder kamen hauptsächlich in Form von Zitaten vor; dagegen wurde die Rezitation von Gedichten und anderen, zunächst häufig programmatischen oder religiös geprägten Texten wichtig. „Hier ist der Vokalist ein Musiker unter anderen; seine Stimme ist nichts als ein Instrument, das ähnlich eingesetzt wird wie die übrigen Instrumente.“ Dabei kommt es zu einer bis dahin nicht gekannten Erweiterungen der gesanglichen Ausdrucksmöglichen: Abbey Lincoln war die erste, die Schreien und Röcheln einsetzte (auf We Insist! Freedom Now Suite). Sheila Jordan entwickelte über die Tristano-Schule extreme Phrasierungen und Steigerungen des Bop Scat; Jeanne Lee beschäftigte sich eingehend mit der Artikulation von Geräuschen und dem Klang und der Perkussivität von Worten; Jay Clayton brachte Erfahrungen ein, die in der Neuen Musik von John Cage bis hin zu Steve Reich entwickelt worden waren. Leon Thomas verwendete ein „den afrikanischen Pygmäen abgelauschtes melodisches Jodeln“. Don Cherry und Alice Coltrane brachten indische Gesangstechniken ein. Auch Lauren Newton (* 1953), die mit Mathias Rüeggs Vienna Art Orchestra arbeitete, kam zunächst von der Neuen Musik, aber auch dem freies Spiel integrierenden Jazz Frédéric Rabolds, der die Idee hatte, „Stimmklänge ohne Bezug zu einem Text in ein musikalisches Konzept zu integrieren“. Die Sängerinnen Maggie Nichols (* 1948) und Julie Tippetts oder der Sänger Phil Minton (* 1940) sind ebenfalls von der Free-Jazz-Bewegung beeinflusst. Die Autodidaktin Urszula Dudziak (* 1943) wurde zunächst durch die Jazzauffassungen von Krzysztof Komeda und den Fusionjazz beeinflusst, bevor sie mit elektronischen Geräten ihre Stimme verfremdete und Echoschleifen in ihr Spiel einbezog. Sie war eine der ersten Sängerinnen, die seit 1982 Auftritte ohne Begleitmusiker absolvierte. Sainkho Namtchylak bezog seit 1988 den Obertongesang in ihre Improvisationsmusik ein.

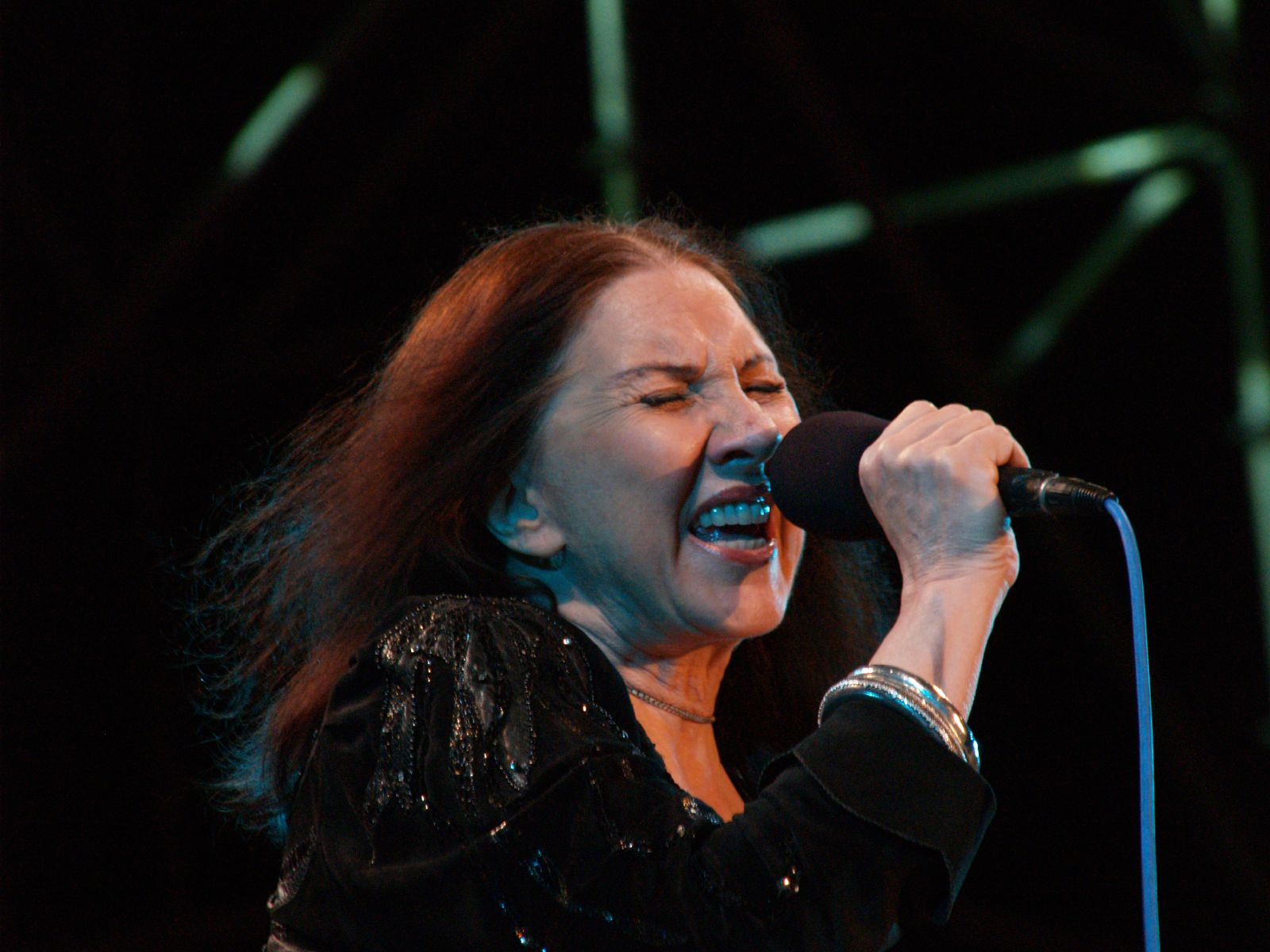
Flora Purim (2007)

Am Beispiel der brasilianischen Sängerin Flora Purim erläuterte Berendt deren Stilprinzip:
„Die neuen Sängerinnen haben die Dimension der Stimme als Instrument bis in Bereiche ausgedehnt, die noch vor wenigen Jahren unvorstellbar schienen. ‚Gesang‘ heißt für sie nicht ‚Singen‘, sondern auch all das andere dazu: Schreien und Lachen und Weinen; das Stöhnen der sexuellen Erfahrung ebenso wie kindliches Geplapper; der ganze Körper, vom Unterleib bis in die Bereiche der Stirnhöhle und der Schädeldecke, wird Instrument, wird vibrierender Sound-Erreger, wird Klang-‚Körper‘“. Sheila Jordan war die Erste, die in einer solchen Weise gesungen, Sounds produziert hatte, mit einem „grandios satirischen“ (Berendt) You Are My Sunshine, das sie mit dem George-Russell-Sextett aufnahm. Später entwickelte Bobby McFerrin – jenseits des freien Jazz – noch die Technik extrem sauberer und schneller Registersprünge. Weitere Sängerinnen der neueren Zeit wie Karin Krog (* 1937), Norma Winstone (* 1941), Dee Dee Bridgewater (* 1950), die im Anfang der 1970er-Jahre Thad Jones/Mel Lewis Orchestra bekannt wurde, Cassandra Wilson (* 1955) oder Erika Stucky (* 1969) haben sich unter Rückgriff auf die neuen Techniken wieder stärker in die Traditionslinien der Song- bzw. der Blues-Interpretation eingebracht. Eine interessante Steigerung der Intensität bewirkte die Tristano-Schülerin Carla White zunächst durch dauerhaften Scat: „Im Gesang die gleiche Freiheit wie improvisierende Instrumentalisten anstrebend konnte sie stundenlang ununterbrochen scheinbar sinnlose Silben aneinanderreihen, und dies so überzeugend, dass Carla White als vielleicht größtes Scat-Talent unter den Sängerinnen ihrer Generation galt.“ Mit ihrer dramatischen Begabung in der Textinterpretation ergab das ab Mitte der 1980er Jahre eine „beeindruckende Mischung“. Dianne Reeves mischt Jazz- und Rhythm-and-Blues-Gesang, singt einen eingängigen Scatimprovisationsstil und tritt vorwiegend live und darunter mit Symphonieorchestern in Erscheinung.

Frauen, wie die Sängerin Diamanda Galas, die u. a. mit Peter Kowald und John Zorn (The Big Gundown) zusammenarbeitete, „die eben jenen völligen Einsatz des Körpers, der Emotionen bringt, und sich selbst in einem gewissen Maße exhibitioniert“, schrieb die Koordinatorin der WDR Bigband Annette Hauber zum Thema Frauen im Jazz 1988, „flößen den Männern ein gewisses Unbehagen ein und werden in die Exoten-Schublade abgeschoben.“

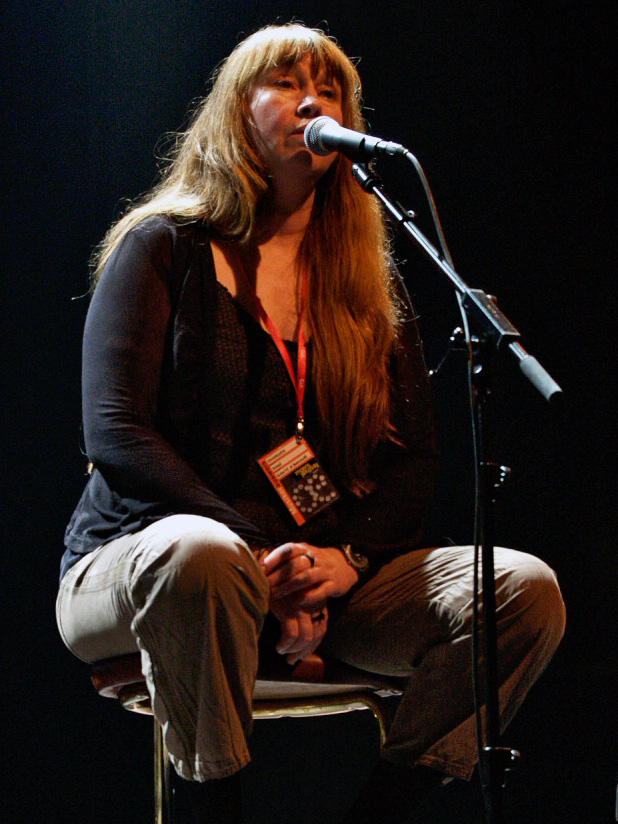
Sidsel Endresen (2007)

Auf der anderen Seite gibt es inzwischen eine Reihe junger Vokalisten, die die Grenzen zwischen Jazz, Pop und der europäischen (Volks-)Liedtradition aufheben; wie z. B. die skandinavischen Vokalistinnen Lena Willemark und Mari Boine auf ihren ECM-Produktionen oder Viktoria Tolstoy, die anfangs mit Nils Landgren arbeitete. Sidsel Endresen kann einerseits an die skandinavischen Liedtraditionen anschließen, andererseits aber auch wie ihr polnischer Kollege Marek Bałata an die Errungenschaften der freien Vokalimprovisation. Die Portugiesin Maria João integriert verschiedene Stile wie Weltmusik, Modern Jazz, vor allem aber lateinamerikanische und brasilianische Musik sowie Avantgarde. Ähnlich agierte Kip Hanrahan in den 1980er Jahren mit seinen ambitionierten Fusion-Projekten zwischen Latin Jazz, Sprechgesang, Underground-Lyrik und Pop, bei denen er mit so unterschiedlichen Vokalisten wie Ismael Reed, Diahnne Abbott, Bobby Womack, Jack Bruce und dem Blues-Sänger Taj Mahal zusammenarbeitete. Kommerziell am erfolgreichsten waren bei diesen Grenzgängen bislang Norah Jones und Diana Krall. Hier setzt wieder Berendts „Dilemma des Jazzgesangs“ an.

## Eine Auswahl klassischer Jazzsongs
- Ivy Anderson: It Don’t Mean a Thing (If It Ain’t Got That Swing) (1932)[28]
- Louis Armstrong: When It’s Sleepytime Down South (1931)
- Chet Baker: My Funny Valentine (1954)
- June Christy: Something Cool (1953)
- Rosemary Clooney: Sophisticated Lady (1956)
- Nat King Cole: Too Marvelous for Words (1947)
- Chris Connor: All About Ronnie (1954), Where Flamingoes Fly (1961)
- Billy Eckstine: Moonlight in Vermont (1960)
- Ella Fitzgerald: Oh, Lady Be Good!, How High the Moon (1947), Mack the Knife (1960)
- Billie Holiday mit Benny Goodman: I Wished on the Moon (1935), What a Little Moonlight Can Do (1935)
- Billie Holiday: Strange Fruit (1939), Don’t Explain (1945)
- Helen Humes: Stardust. I Got it Bad and That Ain’t Good (1960)/
- Peggy Lee: I’m Gonna Go Fishing (1960)
- Lambert, Hendricks & Ross: I’m in the Mood for Love (1955)
- Carmen McRae: Yesterdays. Trav'lin Light (1961)
- Anita O’Day mit Roy Eldridge: Let Me Off Uptown (1941)
- Jimmy Rushing: Every Day I Have the Blues (1955)
- Joya Sherrill: I’m Beginning to See the Light (1942)
- Bessie Smith: Work House Blues (1924); Black Water Blues (1927)
- Sarah Vaughan: Lullaby of Birdland (1954), Send In the Clowns (1973)
- Dinah Washington: You Go to My Head (1954), What a Diff'rence a Day Makes (1959)
- Ethel Waters: Dinah (1925), Am I Blue? (1929), Stormy Weather (1933)

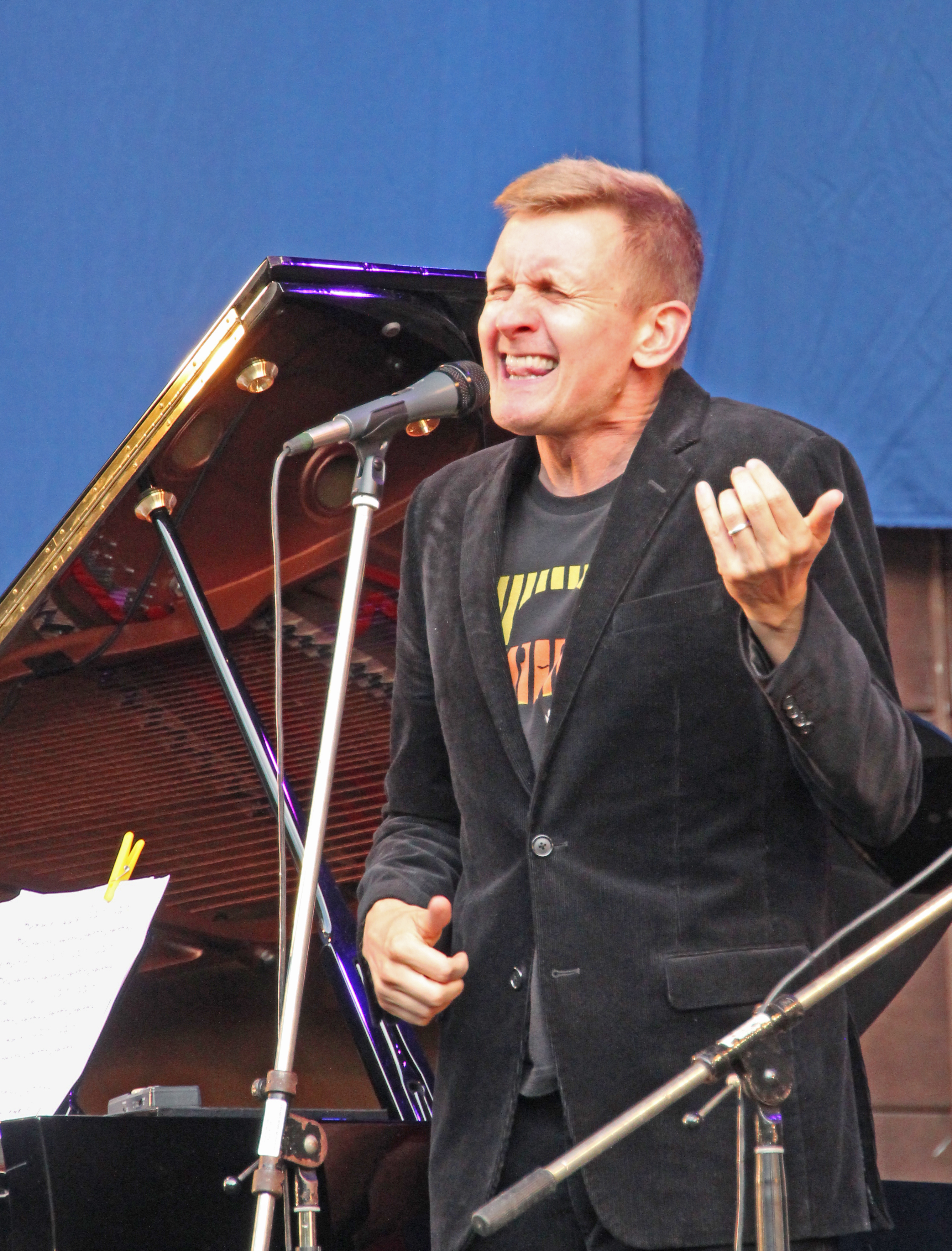
Michael Schiefel (2017)

## Maßgebliche Alben des Jazzgesangs
- Louis Armstrong & Ella Fitzgerald: Ella and Louis (1957)[29]
- Chet Baker: Let’s Get Lost: the Best of Chet Baker Sings (1953–1956)
- Dee Dee Bridgewater: Love and Peace: A Tribute to Horace Silver (1994)
- Betty Carter: The Audience with Betty Carter (1979)
- June Christy: Something Cool (1953–1955); The Misty Miss Christy (1955–1956)
- Nat King Cole: The Vocal Classics 1942–1946. After Midnight (1956)
- Billy Eckstine: Everything I Have Is Yours (1947–1957)
- Ella Fitzgerald: Pure Ella (1950/54)
- Billie Holiday: The Quintessential Billie Holiday 1936–1937
- Bilie Holiday: Music for Torching (1956)
- Sheila Jordan: Portrait of Sheila (1962)
- Karin Krog und John Surman: Bluesand (1999)
- Lambert, Hendricks and Ross: The Hottest New Group in Jazz (1959) (zuerst als Lambert, Hendricks and Ross)
- Jeanne Lee & Ran Blake: The Newest Sound Around (1961)
- Bobby McFerrin: The Voice (1984)
- Carmen McRae: Carmen McRae Sings Lover Man and Other Billie Holiday Classics (1961)
- Helen Merrill: Helen Merrill with Clifford Brown and Gil Evans (1954–1956)
- King Pleasure: King Pleasure Sings (1952–1954)
- Flora Purim mit Chick Corea: Light As a Feather (1973)
- Jimmy Rushing: Rushing Lullabies (1958/59)
- Mel Tormé: Mel Tormé Swings Shubert Alley (1960)
- Sarah Vaughan: Sarah Vaughan with Clifford Brown (1954)
- Sarah Vaughan: Swinging Easy (1954/57)
- Dinah Washington: Dinah Jams (1954)
- Cassandra Wilson: Blue Skies (1988)
- Norma Winstone: Somewhere Called Home (1986)

## Siehe auch

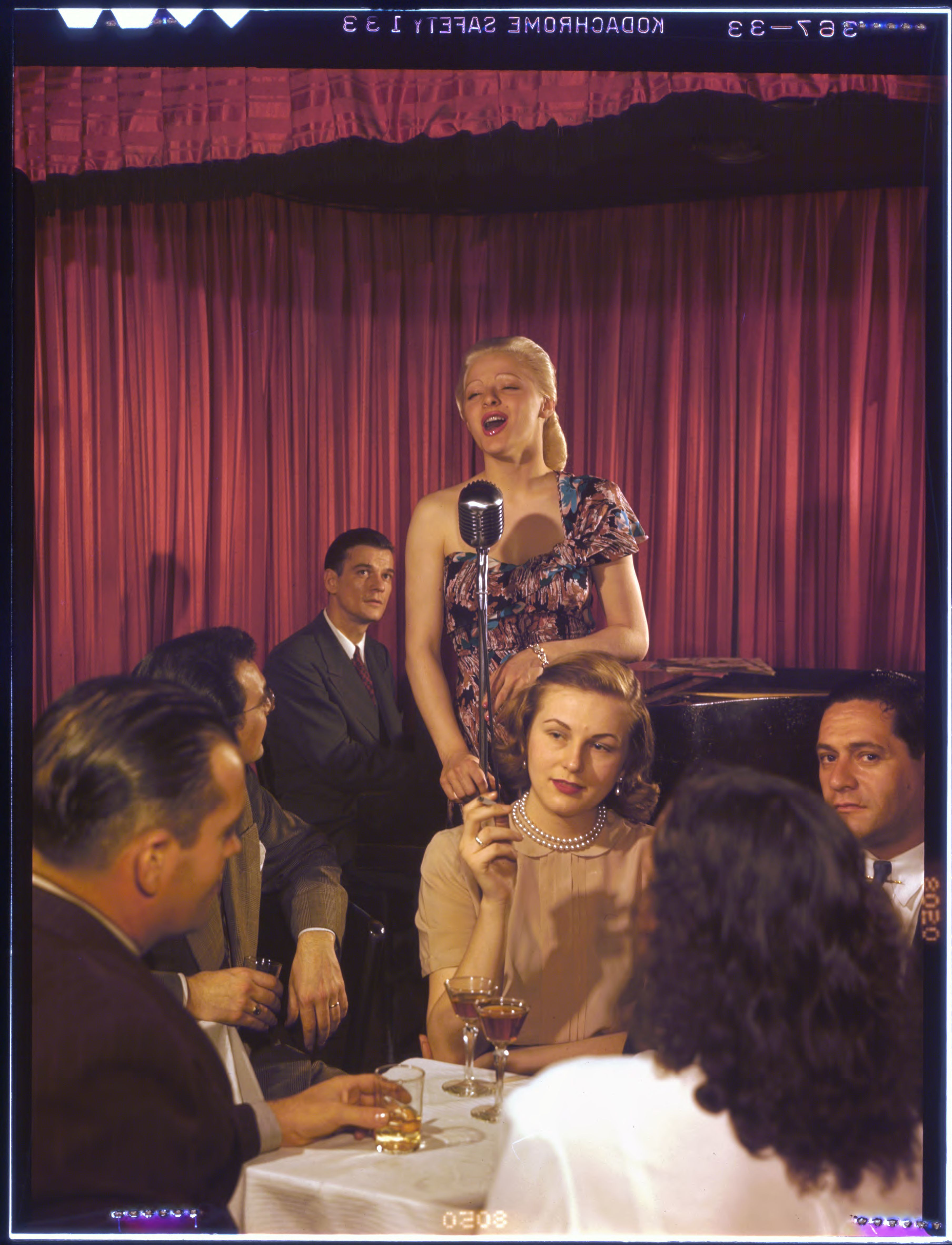
Unbekannte Jazzsängerin in einem der Jazzclubs der 52nd Street. Fotografie von William P. Gottlieb (um 1948)